# 羅蘭鎮區 (北卡羅萊納州羅伯遜縣)
羅蘭鎮區（英語：Rowland Township）是位於美國北卡羅萊納州羅伯遜縣的一個鎮區。

## 地方資料
羅蘭鎮區的面積為93.75平方千米，皆為陸地。根據2020年美國人口普查的數據，當地共有人口2126人，而人口密度為每平方千米22.68人。